# Gómez Farías, Jalisco
Gómez Farías là một đô thị thuộc bang Jalisco, México. Năm 2005, dân số của đô thị này là 12720 người.